# Pingstlilja
Pingstlilja (Narcissus poëticus) är en amaryllisväxt som tillhör släktet narcisser. Den kommer ursprungligen ifrån syd- och mellaneuropa men är idag relativt vanlig i förvildad form på före detta tomtmark samt i parker och trädgårdar. Den blir 20 till 45 centimeter hög och blommar i maj med vita blommor.
Hela växten, speciellt löken, är giftig.
Pingstliljan är en variabel art och flera varieteter har beskrivits. Numera erkänns vanligen två underarter:
- subsp. poëticus - har ståndare som är kortare än bikronan och kalkblad som överlappar.
- subsp. radiiflorus - har ståndare som är längre än bikronan och kalkblad som ej överlappar.

Korsningen mellan underarterna har fått namnet:
- nsubsp. verbanensis

## Synonymer
subsp. poëticus
Autogenes poëticus (L.) Rafinesque
Helena croceocincta Haworth
Helena purpureocincta Haworth
Narcissus hellenicus Pugsley
Narcissus majalis Curt.
Narcissus poëticus J.Sibthorp & Sm.
Narcissus poëticus L.
Narcissus poëticus subsp. majalis (Curtis) P.D.Sell
Narcissus poëticus subsp. recurvus (Haw.) P.D.Sell
Narcissus poëticus subsp. sulphureus Rouy
Narcissus poëticus var. hellenicus(Pugsley) Fernandes
Narcissus poëticus var. majalis (Curtis) Fernandes
Narcissus poëticus var. physaloides Beauverd
Narcissus poëticus var. recurvus (Haworth) Fernandes
Narcissus recurvifolius Lodd. ex Steudel
Narcissus recurvus Haworth
Stephanophorum purpurascens Dulac
subsp. radiiflorus (Salisbury) Baker
Autogenes angustifolius (Curtis) Rafinesque
Hermione angustifolia M.Roemer
Hermione stellaris Salisbury
Narcissus angustiflorus auct.
Narcissus angustifolius Curtis
Narcissus dianthus Haworth
Narcissus exertus Pugsley
Narcissus majalis var. exertus Haworth
Narcissus poetarum Haworth
Narcissus poëticus subsp. biflorus (Curtis) Cadevall
Narcissus poëticus proles radiiflorus (Salisbury) Rouy
Narcissus poëticus subsp. angustifolius (Haw.) Ascherson & Graebner
Narcissus poëticus subsp. angustifolius . Curtis
Narcissus poëticus var. grandiflorus Sabine
Narcissus radiiflorus Salisbury
Narcissus radiiflorus subsp. exertus (Haworth) P.D.Sell
Narcissus radiiflorus subsp. poetarum (Burbidge & Baker) P.D.Sell
Narcissus radiiflorus subsp. stellaris (Haworth) P.D.Sell
Narcissus radiiflorus var. exertus (Haworth) Fernades
Narcissus radiiflorus var. poetarum Burbidge & Baker
Narcissus radiiflorus var. stellaris (Haworth) Fernades
Narcissus stellaris Haworth
Narcissus stellaris f. dianthus (Schur) Soó
nssp. verbanensis (Herbert) P.D.Sell
Narcissus poëticus var. verbanensis Herbert
Narcissus verbanensis (Herbert) Herbert

## Fotografier

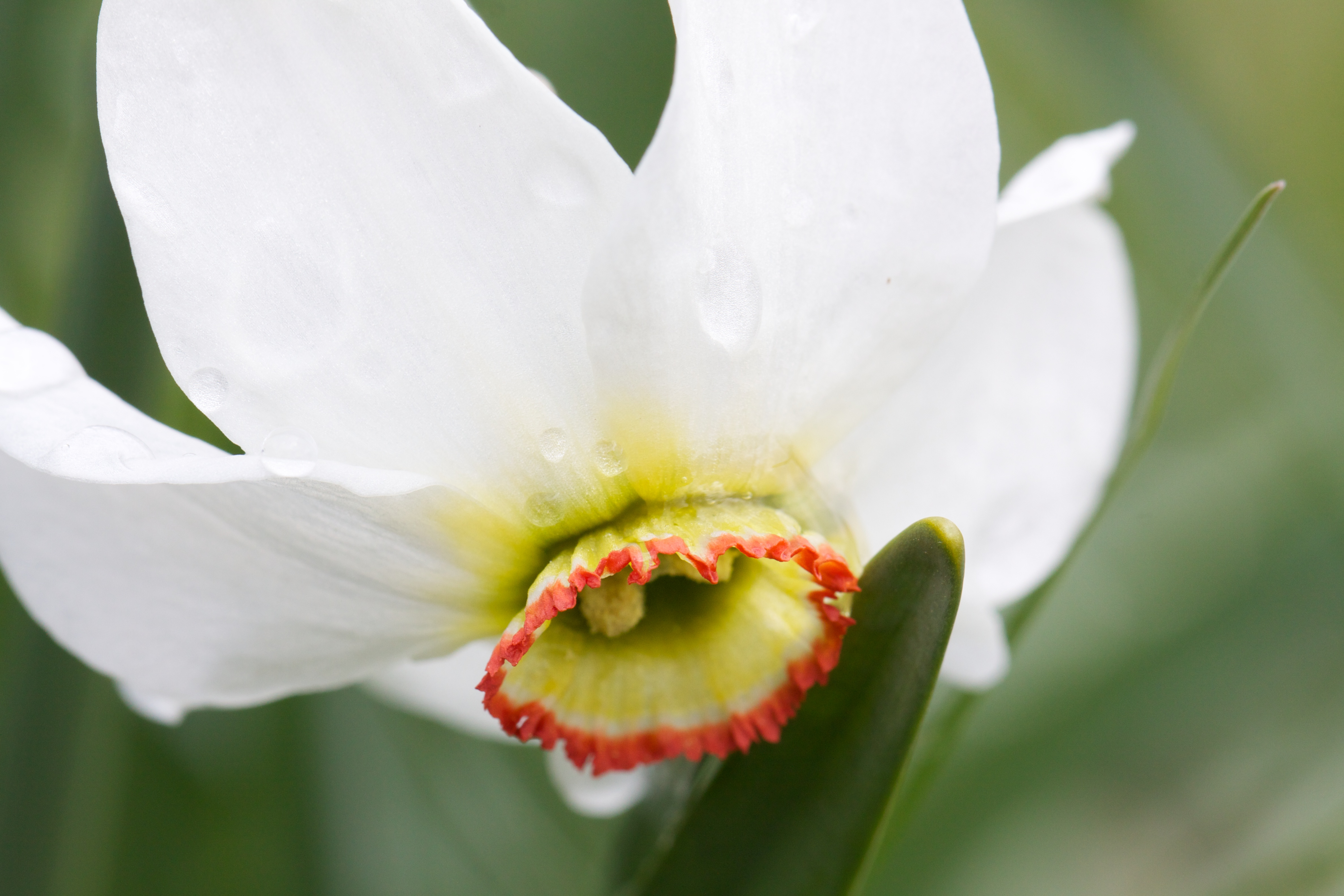
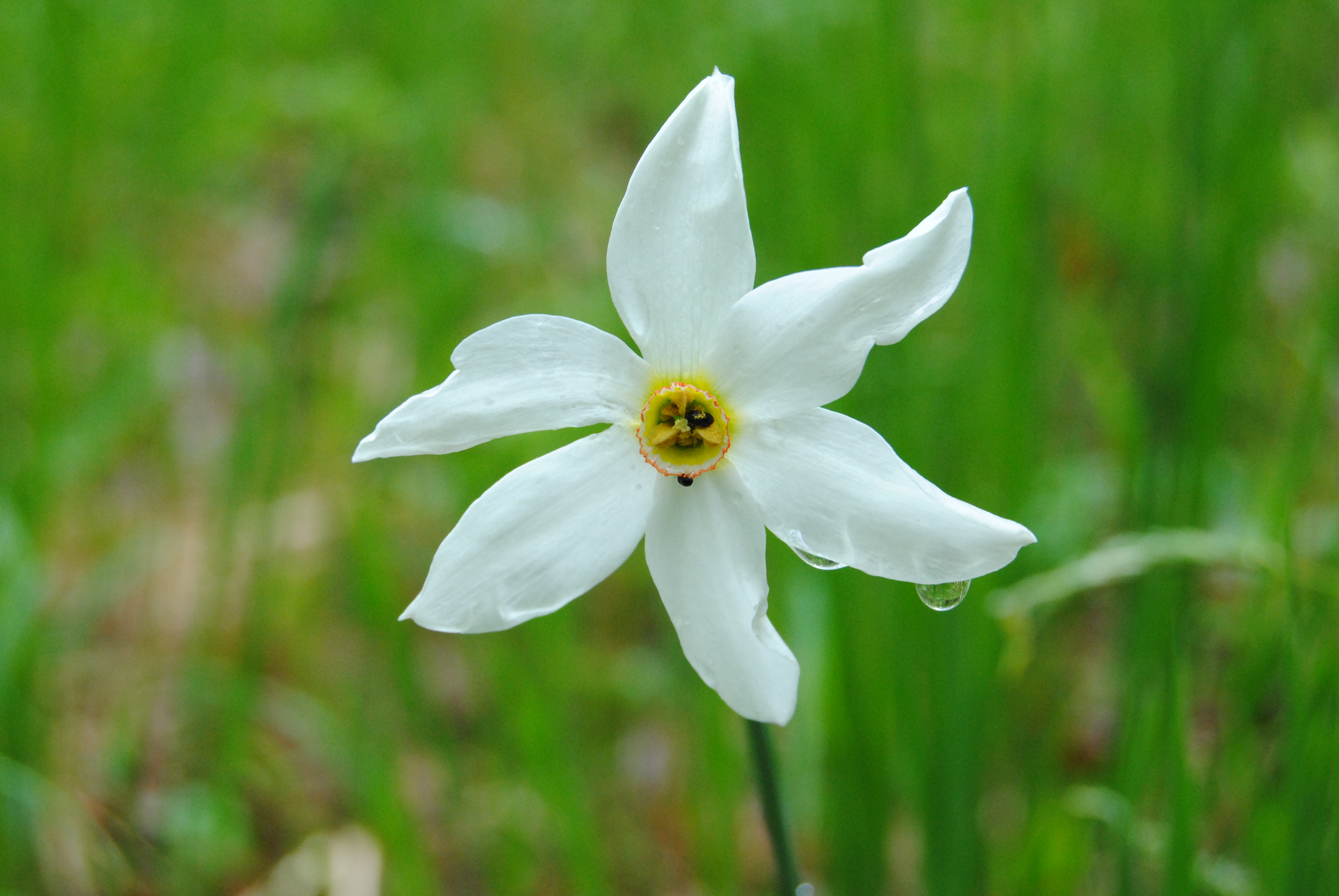